# Tuaba ibne Salama Aljudami
Tuaba ibne Salama Aljudami (em árabe: ثوابة بن سلامة الجذامي‎‎; romaniz.: Tuwaba ibn Salama al-Judhami) foi uale do Alandalus de 744 a 746.